# 无为板鸭
无为板鸭，又称无为熏鸭，是安徽省无为市的一道特色菜。

## 历史
板鸭制作始于清乾隆年间，至道光年间已经盛行。据《无为县志》记载，“民俗婚筵多用鹅，后改为鸭”。民国年间成书的《无为县小志》亦有提及：“无为板鸭（卤制后复以木屑烘之，使作褐色）肥嫩异常，别具风味，驰名附近”。民间传说板鸭为迁至无为定居的新疆回民所创。亦有传说认为是无为人从南京板鸭改进而来。

## 制作方法
1. 取麻鸭一只，洗净后去除内脏。
2. 用盐及硝水腌制四小时。
3. 将整鸭放入沸水，烫至鸭皮收缩崩紧。
4. 用杉木屑在熏锅中熏制。
5. 放入卤水，卤制一小时左右即成。

## 特色
无为板鸭色泽金黄，油而不腻，嫩香脱骨，味美可口。无为板鸭常年为手工制作，产量很少。无城镇内马家、燕家，襄安的沐家、胡家、彭家，石涧的季家在当地人中非常有名。近年来开始有批量生产真空包装的板鸭上市。